# Gustav (Schiff)
Der dampfbetriebene Schlepper Gustav wurde 1908 von der Werft der Gebr. Wiemann in Brandenburg an der Havel gebaut. Nach Umbauten 1976 und einem vollständigen Wiederaufbau 2000/2001 diente er der Weißen Flotte Potsdam als Ausflugsschiff. Nach pandemiebedingter Zwangspause 2025 Übernahme durch die Dampfschiff Gustav 1908 GmbH.

## Geschichte
Der Dampfschlepper wurde von der Hamburger Reederei Schmeil & Friedrich in Auftrag gegeben und 1908 als Auguste mit einer Länge von 26,50 m, einer Breite von 5,10 m und einem Tiefgang von 1,10 m in Betrieb genommen. Die Dampferzeugung erfolgte in einem Zylinderkessel mit zwei Flammrohren. Die Dreifachexpansionsmaschine hat eine Nennleistung von 250 PS.
Die Auguste wurde vom Reeder Gustav Thiele aus Lehnin in Brandenburg als Nachfolger für seinen kleineren Schlepper Gustav gekauft und in Gustav umbenannt. Im Jahr 1976 ließ Thiele den Dampfer mittschiffs verlängern, um zwischen dem Maschinen- und Kesselraum zusätzliche Kohlebunker unterbringen zu können. Damit verdoppelte sich die Reichweite ohne Nachbunkern, und das Schiff war nun 32 Meter lang sowie 6 Meter breit.
1987 verkaufte Thiele die Gustav an den Abwrackbetrieb Hans Möritz in Berlin-Spandau. Aufgrund der guten Substanz des Schiffskörpers und seiner Antriebstechnik erfolgte durch Hans Möritz eine umfangreiche Restaurierung und im August 1989 wurde der Dampfer wieder zu Wasser gelassen.

## Weisse Flotte Potsdam (2000)
Als Ersatz für den gecharterten Dampfer Sachsenwald, der seit 1995 auf der Havel im Dienst war und 2000 von Potsdam nach Pirna zurückgegeben wurde, erwarb die Weisse Flotte Potsdam von Möritz den Gustav. Er wurde am 16. Mai 2000 von Spandau nach Potsdam überführt. Als die Sachsenwald ihre Heimreise nach Pirna antrat, bildete sie mit dem Gustav einen Schubverband. Der Gustav wurde auf dem Weg nach Parey an der Elbe zur Schiffswerft Bolle geschoben. Hier wurden restliche Arbeiten durchgeführt. Mit der Übernahme der Weissen Flotte Potsdam durch die Eigner der Haveldampf-Schiffahrt Potsdam ist das Schiff eingebunden in den Linienfahrplan des Gesamtunternehmens „Schiffahrt in Potsdam“und seit 2001 für die Weisse Flotte Potsdam im Einsatz gewesen.

## Dampfschiff Gustav 1908 GmbH (seit 2025)
Nach einer pandemiebedingten Pause von 2020 bis 2024 fährt das Schiff seit 2025 wieder stolz über Potsdams und Berlins Gewässer, dank der Übernahme durch die Dampfschiff Gustav 1908 GmbH durch Herrn Thomas Spindler und Maximilian Schulz und Dank der Kooperation mit der Weißen Flotte Potsdam.
Das Dampfschiff Gustav ist weit mehr als nur ein historisches Schiff – es ist ein lebendiges Denkmal, das Geschichte erzählt. Maximilian Schulz, der seit seiner Kindheit eine tiefe Verbindung zu dem Schiff hat, ist heute der Dampfmaschinist an Bord und Geschäftsführer der Dampfschiff Gustav 1908 GmbH.
Neben 90-minütigen Schlösserrundfahrten werden 3-stündige Abendfahrten, Sonder- und Eventfahrten, Musikfahrten sowie Tagesfahrten nach Brandenburg an der Havel und Berlin angeboten. Das Dampfschiff Gustav kann auch individuell gechartert werden.
Die Dampfschiff Gustav 1908 GmbH bietet jungen Menschen die Möglichkeit, als Dampfmaschinist ausgebildet zu werden und Teil dieser einzigartigen Tradition zu werden.